# Хакаримата
Хакаримата (исп. Hakarimata) — горный массив на западной окраине города Нгаруавахиа в регионе Уаикато Новой Зеландии. Расположен у слияния рек Уаикато и Уаипа. Хребет Хакаримата отделён от хребта Таупири ущельем Таупири, по которому протекает Уаикато.

## История
После вторжения колониальных войск в Уаикато в ходе новозеландских земельных войн, часть Хакариматы была конфискована в 1864 году. В настоящее время 1850 га горных лесов Хакаримата входит в заповедник.

## Название
Название хребта Хакаримата происходит от праздника XVII века, когда иви Нгати Маниапото присоединился к местному племени Уаикато Таинуи, чтобы отпраздновать рождение ребёнка. На праздновании была гора свежих лесных продуктов «Хакари-каи-мата» (маори Hākari-kai-mata, «гора сырой пищи»), которое со временем упростилось до Хакаримата.

## Геология
Горный массив Хакаримата является частью синклинали Кафиа, проходящей примерно с севера на юг (Таупири на севере, Капамахунга на юге), хотя антиклиналь Хакаримата находится под углом около 30° к остальной части синклинали, вероятно, из-за смещением вдоль разлома Уаипа. В ходе формирования хребта в верхнем триасе песчаники, алевролиты и грейвакки были сложены, разломаны и покрыты другими осадочными породами.

## Флора
Хакаримата осталась крупнейшим остатком широколиственных подокарповых равнинных лесов, которые когда-то доминировали в Уаикато. Массив расположен около южной границы агатисового леса и северной границы букового леса, с растениями и животными всех трёх типов лесов. Иногда большие рата и риму стоят над куполом тава, кохекохе, хинау, реавера, мангео и пукатеа. Есть также некоторые миро, Podocarpus laetus и танекаха. Заповедник также содержит несколько растений, находящихся под угрозой исчезновения, включая Alseuosmia quercifolia.

## Фауна
В кустарниковых зарослях Хакариматы встречаются птицы новозеландские туи и кереру, летучая мышь Chalinolobus tuberculatus, ящерицы Oligosoma aeneum и Naultinus elegans и перипатусы. Рыбы представлены 16 видами, такими как угри Anguilla australis и Anguilla reinhardtii, кокопу рода галаксии Galaxias fasciatus, Galaxias postvectis и Galaxias argenteus. В 1995—1996 годах были предприняты усилия для соединения лесов Хакариматы с речной поймой и обогащения речной фауны, для чего три местных притока Уаикато были огорожены, выставлены кормушки, построено 5 мостов и высажено более 10 тыс. деревьев и кустарников. К 2003 году количество рыб увеличилось с 63 до 80 особей на 150 м потока, был найден новый вид — минога.